# Graeme Dott
Graeme Dott (* 12. května 1977 Larkhall, Skotsko) je od roku 1994 profesionální hráč snookeru. Mezi nejlepších 16 hráčů světového žebříčku se dostal v roce 2001.

## Úspěchy
- 2 vítězství v bodovaných turnajích
- 2006 vyhrál mistrovství světa
- 2007 vyhrál China Open
- 1× dosáhl 147bodového breaku

Na turnajích vyhrál 988 040 £.[zdroj?]